# Ruisseau du Bergons
Pour les articles homonymes, voir Bergons.
Le ruisseau du Bergons est un ruisseau qui traverse le département des Hautes-Pyrénées et un affluent gauche du Gave de Pau dans le bassin versant de l'Adour.

## Géographie
D'une longueur de 15,6 kilomètres, il prend sa source sur la commune d'Aucun (Hautes-Pyrénées), à 1 500 mètres d'altitude au pied du col de Bazès.
Il coule de l’ouest vers l’est et se jette dans le gave de Pau à Ayzac-Ost, à l'altitude 414 mètres.
Il est situé dans la vallée du Bergons en Estrèm de Salles.

### Communes et département traversés
Dans le département des Hautes-Pyrénées, le ruisseau de Bergons traverse dix communes dans le canton de la Vallée des Gaves : Agos-Vidalos, Arcizans-Dessus, Arras-en-Lavedan, Aucun, Ayzac-Ost, Gaillagos, Gez, Ouzous, Salles, Sère-en-Lavedan.

## Affluents
Le ruisseau du Bergons a six affluents référencés :
- (D) Ruisseau de Taillade , 1,3 km,
- (G) Ruisseau de Labarrade  , 1,6 km,
- (D) Rioutou  , 2,1 km,
- (G) Ruisseau de Cauci  , 1 km,
- (D) Le Bayet  , 2 km,
- (G) Ruisseau de Peyrey , 2,4 km,

(D) rive droite ; (G) rive gauche.

## Protection environnementale
Le ruisseau fait partie d'une zone naturelle protégée, classée ZNIEFF de type 1.